# Dulce familia
Dulce familia es una película mexicana-chilena de 2019 dirigida por Nicolás López y protagonizada por Fernanda Castillo, Florinda Meza, Regina Blandón y Vadhir Derbez. Las productoras fueron Tiki Group y Bh5 Group. El filme es del género comedia y trata sobre los estereotipos de belleza, la obesidad y la atracción hacia la apariencia. Está recomendada para mayores de 12 años y se estrenó el 10 de mayo de 2019.

## Argumento
La película narra la vida de Tami, una joven propietaria de una pastelería, quien acaba de recibir una propuesta de matrimonio de su novio, Beto. Su felicidad parece completa hasta que, con el ferviente deseo de casarse con el vestido de novia de su madre, se enfrenta al desafío de perder 10 kilos en solo dos meses.
La familia de Tami está encabezada por su madre: Verónica, una actriz de televisión retirada con una extrema obsesión hacia lo superficial. Luego se encuentran sus hermanas Bárbara, una nutricionista que crea una aplicación para bajar de peso, y Alejandra, una editora gráfica que tiene una hija, Juana, una adolescente con sobrepeso pero que se siente orgullosa de su cuerpo. Para superar su reto, Tami deberá confrontar su dulce personalidad con la de su "amarga" familia.

## Reparto
- Fernanda Castillo interpreta a Tamara "Tami" Trujillos.
- Florinda Meza interpreta a Verónica Trujillos.
- Regina Blandón interpreta a Bárbara Trujillos.
- Vahdir Derbez interpreta a Beto.
- Paz Bascuñán interpreta a Ale/Alejandra Trujillos.
- Vanessa Díaz interpreta a Juana.[8]
- Carolina Paulsen
- Luciano Cruz-Coke

## Producción

### Rodaje
| Producción             | Miguel Asensio Llamas y Rodrigo Trujillo |
| Fotografía             | Antonio Quercia                          |
| Edición                | Diego Macho Gómez                        |
| Vestuario              | Pilar Calderón                           |
| Maquillaje             | Coni García                              |
| Gestión de producción  | Fernando Alé                             |
| Asistente de dirección | Eduardo Pacheco                          |
| Casting                | Denisse Prieto                           |

Los guionistas fueron el propio director, Nicolás López, Guillermo Amoedo y Coca Gómez. En el departamento de sonido, el operador de micrófono fue Marco Aliaga, el mezclador de sonido Soledad Andrade, el supervisor de Foley Mauricio Castañeda y el mezclador de doblaje Mauricio Molina. Los efectos visuales estuvieron a cargo de Camila Acevedo, Rodrigo Rojas Echaiz y Tomás Vergara. La empresa distribuidora fue Videocine.

#### Experiencias de los actores
La actriz protagonista, Fernanda Castillo, para dar vida a su personaje tuvo que engordar más de doce kilogramos. Tardó once meses en recuperar su peso habitual. Así describió su experiencia para la revista Diario de Yucatán:

“Además del reto como actriz, fue una modificación mental y funcional que surgió a la hora de trastocar mi cuerpo. Emocionalmente me dejó con mucho aprendizaje, compañerismo con mi cuerpo y pensar que no puede ser un enemigo con el que tengo una batalla todo el tiempo, sino un aliado que me mantiene saludable”
Fernanda Castillo

Por otro lado, su compañero de reparto Vahdir Derbez, quien es su pareja en el filme, engordó dieciséis kilogramos y tuvo que raparse la cabeza a diario para caracterizar a Beto. El actor comentó posteriormente que su recuperación fue "complicada".
La actriz mexicana Florinda Meza llevaba 30 años sin realizar un proyecto cinematográfico hasta que participó en Dulce familia. Es conocida por actuar en programas de gran éxito como El Chavo del 8, El Chapulín Colorado y Chespirito. Meza reconoció que le atemorizaba volver a ponerse ante las cámaras no solo por sus tres décadas de ausencia, sino porque era su primer trabajo sin la compañía de su difunto marido, el actor Roberto Gómez Bolaños.

### Banda sonora
Las once canciones incluidas en el soundtrack fueron compuestas exclusivamente por el músico español Manuel Riveiro. Los temas son:
1. Adiós al Azúcar.
2. Una Dulce Pareja.
3. El Compromiso.
4. Entre Tartas y Pasteles
5. Es una Meta Personal
6. Me Gustas Tal y Como Eres.
7. Último Recurso.
8. Estoy Orgullosa de Ti.
9. Date Prisa Que No Llegamos.
10. Emotiva Ceremonia.
11. La Piel de la Mujer Que Amo.[15][16]

## Acogida

### Recaudación
En poco más de dos semanas en cartelera, la película recaudó más de 107 millones de pesos mexicanos, convirtiéndose en una de las películas más vistas en el país. Finalmente logró reunir más de 112 millones gracias a los 2,2 millones de espectadores que tuvo.

### Críticas
Según FilmAffinity, la película obtuvo una valoración de 4,3 sobre 10. En la base ImdB apenas superó el 4,5. Por su parte, Cine Premiere le puso la nota 2,5 sobre 5 y la calificó como una "propuesta ligera y complaciente", haciendo hincapié en que los personajes viven en un ambiente "donde todo parecer ser blanco o negro".